# Lista siturilor arheologice din județul Suceava - Z
Lista siturilor arheologice din județul Suceava - Z conține toate siturile arheologice din județul Suceava înscrise în Repertoriul Arheologic Național (RAN) și aflate în localități al căror nume începe cu litera Z. RAN este administrat de Ministerul Culturii și Patrimoniului Național și cuprinde date științifice, cartografice, topografice, imagini și planuri, precum și orice alte informații privitoare la zonele cu potențial arheologic, studiate sau nu, încă existente sau dispărute.
Puteți căuta un sit din localitățile care încep cu litera Z folosind formularul de mai jos sau puteți naviga prin toate siturile din județ la Lista siturilor arheologice din județul Suceava.
| Cod RAN                                    | Denumire                                                                                                   | Localitate                      | Adresă  | Datare         | Descoperit | Coordonate | Imagine           | Erori            |
| ------------------------------------------ | --- | ------------------------------- | ------- | -------------- | ---------- | ---------- | ----------------- | ---------------- |
| 150347.02.01 (Cod LMI: SV-I-m-B-05448.03)  | Situl arheologic de la Zaharești - "Siliște" / ansamblu anonim (Categorie: locuire) (Tip: Așezare)         | sat Zaharești, comuna Stroiești | Siliște | sec. IV - VII  |            |            | Încărcați imagine | Raportați eroare |
| 150347.02.02 (Cod LMI: SV-I-m-B-05448.02)  | Situl arheologic de la Zaharești - "Siliște" / ansamblu anonim (Categorie: locuire) (Tip: Așezare)         | sat Zaharești, comuna Stroiești | Siliște | sec. XIII - XV |            |            | Încărcați imagine | Raportați eroare |
| 150347.02.03 (Cod LMI: SV-I-m-B-05448.01)  | Situl arheologic de la Zaharești - "Siliște" / ansamblu anonim (Categorie: locuire) (Tip: Necropolă)       | sat Zaharești, comuna Stroiești | Siliște | sec. XV - XVI  |            |            | Încărcați imagine | Raportați eroare |
| 151255.01.01                               | Situl arheologic de la Zamoștea / ansamblu anonim (Categorie: locuire civilă) (Tip: Așezare)               | sat Zamostea, comuna Zamostea   |         | Cucuteni       |            |            | Încărcați imagine | Raportați eroare |
| 151255.01.02                               | Situl arheologic de la Zamoștea / ansamblu anonim (Categorie: locuire civilă) (Tip: Așezare)               | sat Zamostea, comuna Zamostea   |         | sec. IV        |            |            | Încărcați imagine | Raportați eroare |
| 151255.01.03                               | Situl arheologic de la Zamoștea / ansamblu anonim (Categorie: locuire civilă) (Tip: Așezare)               | sat Zamostea, comuna Zamostea   |         | sec. XV        |            |            | Încărcați imagine | Raportați eroare |
| 150347.01.01 (Cod LMI: SV-II-m-B-05676.01) | Biserica "Sf. Dimitrie" de la Zaharești / ansamblu anonim (Categorie: construcție de cult) (Tip: biserică) | sat Zaharești, comuna Stroiești |         | 1542           |            |            | Încărcați imagine | Raportați eroare |
| 150347.01.02 (Cod LMI: SV-II-m-B-05676.02) | Biserica "Sf. Dimitrie" de la Zaharești / ansamblu anonim (Categorie: construcție de cult) (Tip: zvodniță) | sat Zaharești, comuna Stroiești |         | sec. XVIII     |            |            | Încărcați imagine | Raportați eroare |